# Rajd Japonii 2006

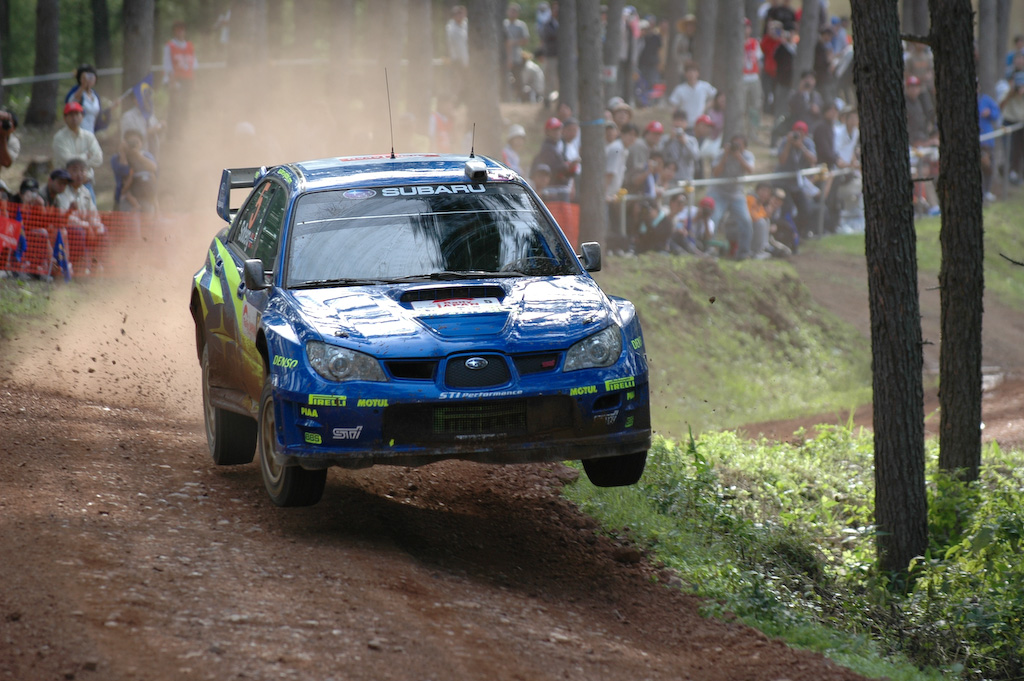
Petter Solberg podczas rajdu

Rezultaty Rajdu Japonii, eliminacji Rajdowych Mistrzostw Świata, w 2006 roku, który odbył się w dniach 1 – 3 września.

## Klasyfikacja końcowa
| Msc.                   | Kierowca               | Pilot                  | Samochód                  | Czas                   | Strata                 | Grupa                  | Punkty                 |
| Klasyfikacja generalna | Klasyfikacja generalna | Klasyfikacja generalna | Klasyfikacja generalna    | Klasyfikacja generalna | Klasyfikacja generalna | Klasyfikacja generalna | Klasyfikacja generalna |
| ---------------------- | ---------------------- | ---------------------- | ------------------------- | ---------------------- | ---------------------- | ---------------------- | ---------------------- |
| 1                      | Sébastien Loeb         | Daniel Elena           | Citroën Xsara WRC         | 3:22:20.4              | 0.0                    | A8 M                   | 10                     |
| 2                      | Marcus Grönholm        | Timo Rautiainen        | Ford Focus RS WRC 06      | 3:22:26.0              | 5.6                    | A8 M                   | 8                      |
| 3                      | Mikko Hirvonen         | Jarmo Lehtinen         | Ford Focus RS WRC 06      | 3:25:06.9              | 2:46.5                 | A8 M                   | 6                      |
| 4                      | Chris Atkinson         | Glenn MacNeall         | Subaru Impreza WRC 06     | 3:28:28.2              | 6:07.8                 | A8 M                   | 5                      |
| 5                      | Manfred Stohl          | Ilka Minor             | Peugeot 307 WRC           | 3:29:31.1              | 7:10.7                 | A8 M                   | 4                      |
| 6                      | Toshi Arai             | Tony Sircombe          | Subaru Impreza WRC 06     | 3:31:25.5              | 9:05.1                 | A8                     | 3                      |
| 7                      | Petter Solberg         | Phil Mills             | Subaru Impreza WRC 06     | 3:34:04.1              | 11:43.7                | A8 M                   | 2                      |
| 8                      | Fumio Nutahara         | Daniel Barritt         | Mitsubishi Lancer Evo IX  | 3:45:17.8              | 22:57.4                | N4                     | 1                      |
|                        |                        |                        |                           |                        |                        |                        |                        |
| 11                     | Luis Perez Companc     | Jose Maria Volta       | Ford Focus RS WRC '06     | 3:47:41.3              | +25:20.9               | A8 M                   |                        |
|                        |                        |                        |                           |                        |                        |                        |                        |
|                        |                        |                        |                           |                        |                        |                        |                        |
| 17                     | Leszek Kuzaj           | Maciej Szczepaniak     | Subaru Impreza STi N12    | 3:56:37,7              | 34:17,3                | N4                     |                        |
|                        |                        |                        |                           |                        |                        |                        |                        |
| 40                     | Matthew Wilson         | Michael Orr            | Ford Focus RS WRC '06     | 4:18:44.4              | +56:24.0               | A8 M                   |                        |
| PWRC                   |                        |                        |                           |                        |                        |                        |                        |
| 1.                     | Fumio Nutahara         | Daniel Barritt         | Mitsubishi Lancer Evo IX  | 3:45:17.8              | 0.0                    | N4                     | 10                     |
| 2.                     | Gabriel Pozzo          | Daniel Stillo          | Mitsubishi Lancer Evo IX  | 3:45:45.2              | 27.4                   | N4                     | 8                      |
| 3.                     | Marcos Ligato          | Ruben Garcia           | Mitsubishi Lancer Evo IX  | 3:46:19.0              | 1:01.2                 | N4                     | 6                      |
| 4.                     | Aki Teiskonen          | Miika Teiskonen        | Subaru Impreza WRX STi    | 3:49:20.4              | 4:02.6                 | N4                     | 5                      |
| 5.                     | Leszek Kuzaj           | Maciej Szczepaniak     | Subaru Impreza WRX STi    | 3:56:37.7              | 11:19.9                | N4                     | 4                      |
| 6.                     | Stefano Marrini        | Tiziana Sandroni       | Mitsubishi Lancer Evo VII | 4:19:56.1              | 34:38.3                | N4                     | 3                      |
| 7.                     | Mirco Baldacci         | Giovanni Agnese        | Mitsubishi Lancer Evo IX  | 4:24:14.7              | 38:56.9                | N4                     | 2                      |
| 8.                     | Takuma Kamada          | Denis Giraudet         | Subaru Impreza WRX STi    | 4:31:12.6              | 45:54.8                | N4                     | 1                      |

1. ↑  Litera M przy oznaczeniu grupy do której należy samochód oznacza, iż tylko ci kierowcy zdobywali punkty dla swoich zespołów liczonych w klasyfikacji producentów na koniec sezonu.

## Nie ukończyli
- Daniel Sordo  – wykluczony
- Gareth MacHale  – awaria

## Zwycięzcy odcinków specjalnych
| Numer | Nazwa                     | Zwycięzca                   |
| ----- | ------------------------- | --------------------------- |
| OS1   | Pawse Kamuy 1             | M. GRÖNHOLM / T. RAUTIAINEN |
| OS2   | Rikubetsu 1               | M. GRÖNHOLM / T. RAUTIAINEN |
| OS3   | Kanna 1                   | S. LOEB / D. ELENA          |
| OS4   | Puray 1                   | M. GRÖNHOLM / T. RAUTIAINEN |
| OS5   | Pawse Kamuy 2             | M. GRÖNHOLM / T. RAUTIAINEN |
| OS6   | Rikubetsu 2               | M. GRÖNHOLM / T. RAUTIAINEN |
| OS7   | Kanna 2                   | S. LOEB / D. ELENA          |
| OS8   | Puray 2                   | M. GRÖNHOLM / T. RAUTIAINEN |
| OS9   | Obihiro 1                 | S. LOEB / D. ELENA          |
| OS10  | Obihiro 2                 | S. LOEB / D. ELENA          |
| OS11  | Emina                     | M. GRÖNHOLM / T. RAUTIAINEN |
| OS12  | Rikubetsu 3               | M. GRÖNHOLM / T. RAUTIAINEN |
| OS13  | Niueo 1                   | S. LOEB / D. ELENA          |
| OS14  | Sipirkakim 1              | S. LOEB / D. ELENA          |
| OS15  | Menan                     | S. LOEB / D. ELENA          |
| OS16  | Rikubetsu 4               | M. GRÖNHOLM / T. RAUTIAINEN |
| OS17  | Niueo 2                   | S. LOEB / D. ELENA          |
| OS18  | Sipirkakim 2              | M. GRÖNHOLM / T. RAUTIAINEN |
| OS19  | Menan Short               | M. GRÖNHOLM / T. RAUTIAINEN |
| OS20  | Obihiro 3                 | S. LOEB / D. ELENA          |
| OS21  | Obihiro 4                 | S. LOEB / D. ELENA          |
| OS22  | Rera Kamuy                | M. GRÖNHOLM / T. RAUTIAINEN |
| OS23  | Panke Nikorpet 1          | S. LOEB / D. ELENA          |
| OS24  | Penke 1                   | M. GRÖNHOLM / T. RAUTIAINEN |
| OS25  | Panke Nikorpet 2          | M. GRÖNHOLM / T. RAUTIAINEN |
| OS26  | Penke 2                   | M. GRÖNHOLM / T. RAUTIAINEN |
| OS27  | M. HIRVONEN / J. LEHTINEN |                             |

## Klasyfikacja po 11 rundach
Tabele przedstawiają tylko pięć pierwszych miejsc.

### Kierowcy
| Lp. | Kierowca        | Pkt |
| --- | --------------- | --- |
| 1   | Sébastien Loeb  | 102 |
| 2   | Marcus Grönholm | 69  |
| 3   | Daniel Sordo    | 41  |
| 4   | Mikko Hirvonen  | 33  |
| 5   | Manfred Stohl   | 28  |

### Producenci
| Lp. | Producent                  | Pkt |
| --- | -------------------------- | --- |
| 1   | Kronos Total Citroën WRT   | 132 |
| 2   | BP Ford World Rally Team   | 121 |
| 3   | Subaru World Rally Team    | 74  |
| 4   | OMV Peugeot Norway         | 50  |
| 5   | Stobart VK Ford Rally Team | 29  |